# Polycarpa indiana
Polycarpa indiana är en sjöpungsart som beskrevs av Monniot 1985. Polycarpa indiana ingår i släktet Polycarpa och familjen Styelidae. Inga underarter finns listade i Catalogue of Life.